# Candela C-8

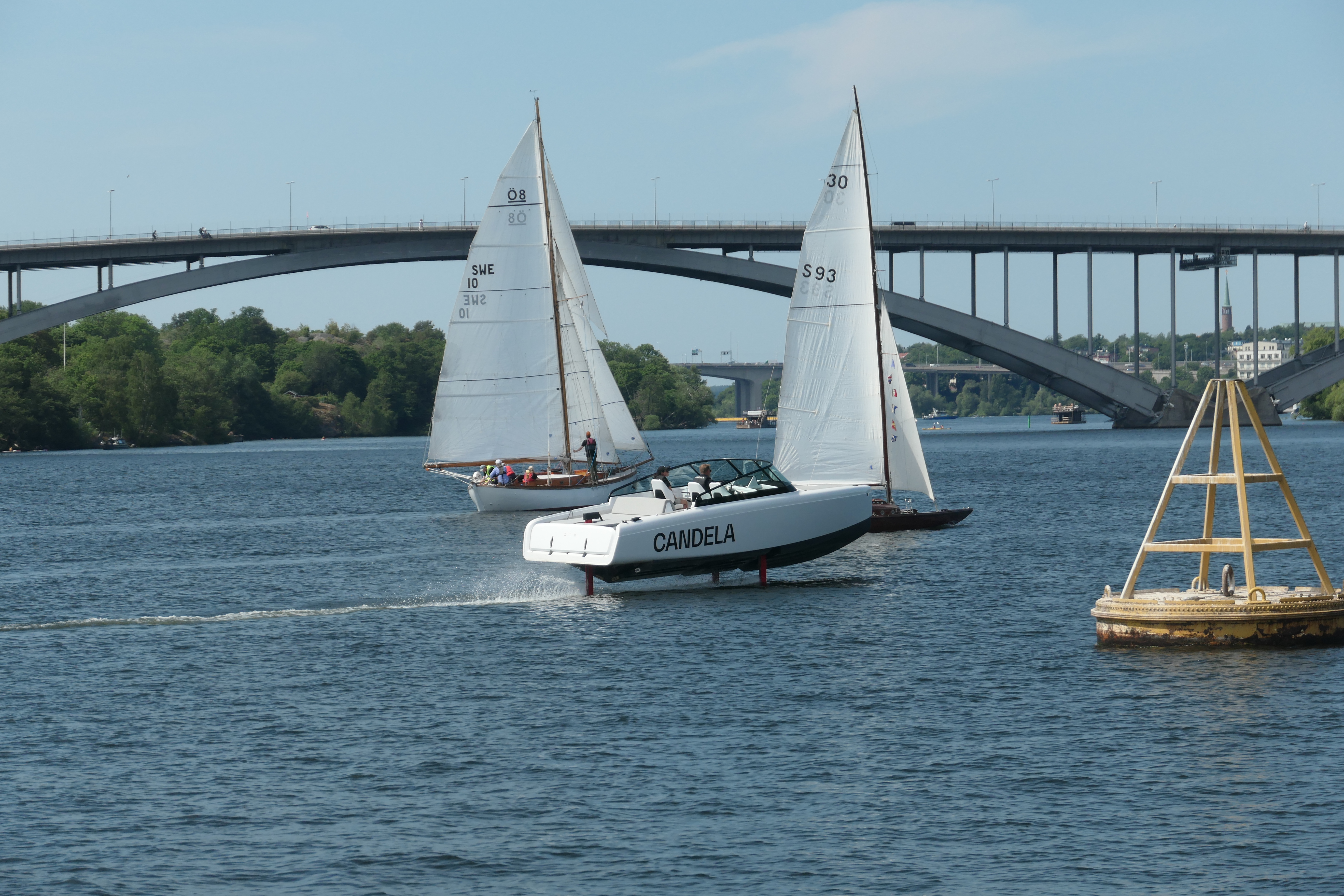
Candela C-8 på Riddarfjärden i Stockholm, 2023

Candela C-8 är en svensk batteridriven fritidsbåt, som baseras på bärplansteknik.
Candela C-8 tillverkas i Rotebro av Candela Technology AB sedan 2022 och är en utveckling av den något kortare Candela C-7. Den är 8,5 meter lång och 2,5 meter bred med ett skrov i kolfiberarmerad plast. Skrovet lyfter upp på bärplanen vid 16 knops fart. Båten har en marschfart på 22 knop och en toppfart på 30 knop.
Båten har ett 44 kWh litiumjonbatteri, som driver en 55 kW elmotor. Den kan ta sex vuxna passagerare och två barn.